# Przejście graniczne Dziewiętlice-Bernartice (kolejowe)
Przejście graniczne Dziewiętlice-Bernartice – polsko-czechosłowackie kolejowe przejście graniczne położone w województwie opolskim, w powiecie nyskim, w gminie Paczków, pomiędzy Dziewiętlicami (wówczas Heinersdorf), a Bernarticami (w czasach Austro-Węgier Barzdorf), zlikwidowane w 1946.

## Opis
Przejście graniczne Dziewiętlice-Bernartice istniało od 1896 jako przejście graniczne Cesarstwa Niemieckiego i Austro-Węgier, a po I wojnie światowej Niemiec i Czechosłowacji. Po zajęciu w listopadzie 1938 na mocy układu monachijskiego części Czechosłowacji przez III Rzeszę, przejście graniczne znalazło się na terytorium Niemiec i de facto przestało istnieć. Po II wojnie światowej znalazło się na granicy polsko-czechosłowackiej i od października 1945 funkcjonowało do marca 1946, jako Przejściowy Punkt Kontrolny Otmuchów – kolejowy III kategorii. Kiedy to w Dziewiętlicach zdemontowano odcinek toru prowadzącego na stronę czechosłowacką .